# Objaw Oppikofera
Objaw Oppikofera – przemieszczenie małżowiny nosowej dolnej  ku górze wywołane przez rosnącą torbiel, rozwijającą się nad górnymi siekaczami i penetrującą w kierunku jamy nosowej, co powoduje zniszczenie jej dna. Objaw opisał szwajcarski otorynolaryngolog Ernst Oppikofer.